# New Musical Express
New Musical Express (сокращённо NME) — английский музыкальный журнал. Входит в корпорацию Time Warner.

## История
NME — музыкальный журнал, издающийся в Великобритании с марта 1952 года. В выпуске от 14 ноября того же года первым в Великобритании опубликовал хит-парад синглов. В 1970-х годах стал первым музыкальным изданием, начавшим с симпатией писать о панк-роке. В числе знаменитых музыкальных журналистов, сотрудничавших с NME, были Чарльз Шаар Мюррей, Ник Кент, Тони Парсонс, Джули Берчилл.
C 2001 по 2003 год выходил в России.
С сентября 2015 года журнал распространялся бесплатно.
9 марта 2018 года NME выпустил свой последний номер в печатном формате, сосредоточившись на интернет-версии журнала NME.com.